# Спаренные основания

Аденин (A) — Тимин (T)

Гуанин (G) — Цитозин (C)

Спаренные основания — пара двух азотистых оснований нуклеотидов на комплементарных цепочках нуклеиновых кислот (противоположных ДНК или одинаковых РНК), соединённая с помощью водородных связей.
При каноническом спаривании оснований ДНК по Уотсону — Крику, аденин (A) формирует спаренное основание с тимином (T), а гуанин (G) — с цитозином (C). В РНК тимин заменён урацилом (U). Другие спаривания, не по Уотсону — Крику, также случаются, особенно в РНК, и возникают в результате изменённой картины водородных связей: типичным примером являются хугстеновские (имидазольные) спаренные основания. Пара A-T (или A-U) связана двумя водородными связями, а пара G-C — тремя.
Основная роль образования спаренных оснований в биологических системах — возможность считывания и копирования информации, закодированной в нуклеиновых кислотах. В процессе трансляции, благодаря образованию спаренных оснований, кодонами молекул матричных РНК распознаются антикодоны транспортных РНК.
Некоторые ДНК- или РНК-связывающие ферменты могут распознавать определённые последовательности спаренных оснований: например, факторы транскрипции так идентифицируют специфические регуляторные участки генов.

## Использование в качестве единицы измерения
Размер индивидуальных генов или целых геномов (C-значение) организмов часто выражается в спаренных основаниях, потому что эти гены и геномы соединяются в двухцепочечную ДНК. Число пар оснований равно числу нуклеотидов в одной из цепочек (за исключением некодирующих регионов теломер, которые являются одноцепочечными).
В случае использования термина «спаренное основание» как единицы измерения название обычно сокращается до «bp» (от англ. base pair). В русскоязычной литературе иногда также используется сокращение п.н. — пара нуклеотидов. Кроме того, применяются производные единицы:
- т. п. о. (т. п. н. или кб; англ. kilobase, kb или kbp) — тысяча пар оснований;
- млн п. о. (млн п. н. или Мб; англ. megabase, Mb или Mbp) — миллион пар оснований;
- млрд п. о. (млрд п. н. или Гб; англ. gigabase, Gb или Gbp) — миллиард пар оснований.

Одна пара оснований соответствует расстоянию вдоль двухцепочечной молекулы ДНК, равному 3,4 Å (0,34 нм), одной десятой полного оборота спирали. Молекулярная масса одной пары оснований в ДНК в среднем равна 643 дальтона.